# Aílton de Oliveira Modesto
Aílton de Oliveira Modesto (sinh ngày 27 tháng 2 năm 1980) là một cầu thủ bóng đá người Brasil.

## Sự nghiệp câu lạc bộ
Aílton de Oliveira Modesto đã từng chơi cho Kawasaki Frontale.

## Thống kê câu lạc bộ

### J.League
| Đội               | Năm       | J.League | J.League | J.League Cup | J.League Cup | Tổng cộng | Tổng cộng |
| Đội               | Năm       | Trận     | Bàn      | Trận         | Bàn          | Trận      | Bàn       |
| ----------------- | --------- | -------- | -------- | ------------ | ------------ | --------- | --------- |
| Kawasaki Frontale | 2001      | 10       | 2        | 1            | 0            | 11        | 2         |
| Tổng cộng         | Tổng cộng | 10       | 2        | 1            | 0            | 11        | 2         |